# Vans Warped Tour Compilation 2006
Vans Warped Tour Compilation 2006 es el undécimo álbum recopilatorio del Warped Tour.
El doble disco, distribuido por Side One Dummy, contiene canciones de los grupos que pasaron por el festival de 2006.

## Disco 1
1. Saves the Day - The End
2. Underoath - Moving For The Sake Of Motion
3. Matchbook Romance - My Mannequin Can Dance
4. NOFX - Wolves In Wolves' Clothing
5. Flogging Molly - Laura
6. Joan Jett and the Blackhearts - Five
7. Riverboat Gamblers - Don't Bury Me....I'm Still Not Dead
8. Armor for Sleep - Remember To Feel Real
9. Helmet - Bury Me
10. Gogol Bordello - Not A Crime
11. The Matches - My Soft And Deep
12. Moneen - If Tragedy's Appealing Then Disaster's An Addiction
13. Chiodos - The Words 'Best Friend' Become Redefined
14. American Eyes - The Girl With The Broken Heart (By The Way)
15. Valient Thorr - Sticks And Stones
16. Somerset - Rhyme Over Reason
17. Protest The Hero - Heretics And Killers
18. I Am Ghost - We Are Always Searching
19. VCR - Do You Wanna Triumph
20. All Time Low - Coffee Shop Soundtrack
21. So They Say - Antidote For Irony
22. Maxeen - Block Out The World
23. Time Again - Black Night
24. Slightly Stoopid - Nothing Over Me
25. Eight Fingers Down - Everything

### Disco 2
1. Aiden - Knife Blood Nightmare
2. Anti-Flag - No Future
3. The Casualties - Under Attack
4. From First to Last - The Levy
5. Relient K - Which To Bury, Us Or The Hatchet?
6. Rise Against - Everchanging
7. Motion City Soundtrack - When "You're" Around
8. Against Me! - From Her Lips To God's Ears
9. Bouncing Souls - Midnight Mile
10. Bedouin Soundclash - Rude Boy Don't Cry
11. The Academy Is... - The Phrase That Pays
12. ZOX - Thirsty
13. Hellogoodbye - All Time Low's
14. Love Equals Death - Bombs Over Brooklyn
15. Paramore - Emergency
16. Vanna - A Dead Language For A Dying Lady
17. Crash Romeo - Actions Not Words
18. Good Riddance - Shame
19. Escape The Fate - Ransom
20. Every Time I Die - The New Black
21. Royden - Broken Star Satellite
22. Scotch Greens - Professional
23. Roses Are Red - Failing
24. The Banner - Venom And Hope
25. The Expendables - Set Me Off
26. Los Kung-Fu Monkeys - Short Fuse
27. The Sunstreak - Good Looks, Bad Intentions

- Datos: Q4018249